# Мариентале
Ма́риентале (Маринталы; латыш. Marientāle) — населённый пункт в Резекненском крае Латвии. Входит в состав Берзгальской волости. Находится на автомагистрали A13. По данным на 2018 год, в населённом пункте проживало 49 человек.

## История
В советское время населённый пункт входил в состав Берзгальского сельсовета Резекненского района. В селе располагалась центральная усадьба совхоза «Берзгале».